# 亨利·拉克索寧
亨利·拉克索寧（Henri Laaksonen，1992年3月31日—）是一位瑞士職業網球男運動員。

## 外部連結
- 亨利·拉克索寧（英文/西班牙文）的官方資料
- 亨利·拉克索寧的國際網球總會 職業／青少年 官方資料（英文）